# Neco
Manuel Nunes, mais conhecido como Neco (São Paulo, 7 de março de 1895 — São Paulo, 31 de maio de 1977), foi um futebolista brasileiro. Atuava como ponta-esquerda, centroavante e meio-campo do Corinthians. É tido como o primeiro grande ídolo corintiano.

## Carreira

### Corinthians
Começou no terceiro quadro corintiano, em 1911. Em 1914, Neco foi campeão paulista pela primeira vez, e artilheiro com 13 gols, feito que repetiria em 1920 com 26 gols. Em 1915, o Corinthians não disputou torneios oficiais e  fechou as portas, ameaçado a ter a sede tomada e todos os seus móveis penhorados. Neco esteve emprestado ao Mackenzie, mas não esqueceu o seu time do coração.
Em 1916, o Corinthians volta à Liga Paulista de Foot-Ball. E lá está Neco sendo outra vez campeão paulista. O fato se repetiria em 1922, 1923, 1924, 1928 e 1930. Neco foi também o primeiro corintiano convocado para a Seleção Brasileira, ao lado de Amílcar Barbuy. 
Era um craque polêmico, por vezes indisciplinado, mas isso não o impediu de ter sido o primeiro jogador do Corinthians a ser homenageado com um busto no Parque São Jorge. Neco permaneceu por 17 anos no alvinegro paulista. Disputou 281 jogos (203 vitórias, 30 empates e 48 derrotas), marcou 247 gols e venceu os Campeonatos Paulistas de 1914, 1916, 1922, 1923, 1924, 1928 e 1930 pelo Corinthians.
Neco foi quem ajudou a levar o nome do Corinthians para o interior do estado de São Paulo a partir de 1915, pois foi o primeiro grande ídolo do futebol a desfilar seu estilo e marcar gols por várias cidades do interior paulista como: Campinas, São Carlos, Caçapava, Jundiaí, Amparo, e outras.

### Seleção Brasileira
Atuou pela Seleção Brasileira entre 1917 e 1922. Conquistou o Campeonato SulAmericano em 1919 e 1922. Jogou um total de 17 partidas e marcou 9 gols.

## Títulos

### Jogador
Seleção Brasileira
- Campeonato Sul-Americano: 1919, 1922

Seleção Paulista
- Campeonato Brasileiro de Seleções Estaduais: 1922, 1923

Corinthians
- Campeonato Paulista: 1914, 1916, 1922, 1923, 1924, 1928, 1929,  1930
- Campeão dos Campeões 1929
- Taça Competência:1922, 1923 e 1924
- Torneio Início: 1919, 1920, 1921, 1929
- Taça Cidade de São Paulo: 1922
- Taça Ballor: 1923, 1924 e 1928

### Técnico

#### Nacionais
Corinthians
- Campeonato Paulista: 1937

## Campanhas de destaque

### Jogador

#### Nacionais
Mackenzie
- Campeonato Paulista: 2º lugar - 1915 (APEA)

## Artilharia

### Internacionais
Seleção Brasileira
- Campeonato Sul-Americano: 1919 (4 gols)

#### Nacionais
Corinthians
- Campeonato Paulista: 1914 (13 gols)
- Campeonato Paulista: 1920 (26 gols)

Seleção Paulista
- Campeonato Brasileiro de Seleções: 1922 (9 gols)